# Maria River
Maria River är ett vattendrag i Australien. Det ligger i delstaten New South Wales, i den sydöstra delen av landet, omkring 310 kilometer nordost om delstatshuvudstaden Sydney.
I omgivningarna runt Maria River växer huvudsakligen savannskog. Runt Maria River är det glesbefolkat, med 17 invånare per kvadratkilometer. Genomsnittlig årsnederbörd är 1 846 millimeter. Den regnigaste månaden är februari, med i genomsnitt 373 mm nederbörd, och den torraste är september, med 34 mm nederbörd.